# Lettergreepstapeling
Een lettergreepstapeling is een opeenvolgende hoeveelheid identieke lettergrepen in een woord. Eenvoudige voorbeelden zijn de woorden 'tenten' en 'kerker', waarbij twee keer dezelfde lettergreep na elkaar voorkomt. De lettergreepstapeling leent zich prima voor taalspellen en is onderdeel van het Opperlans.

## Voorbeelden
Enkele voorbeelden van lettergreepstapeling zijn:
- Ververver - een persoon die een fout maakt bij het verven
- Hottentottententententoonstelling - een tentoonstelling van tenten van de Hottentotten
- Lekkerkerkerkerkerkerkerker (Lekkerkerk-er+kerk+erker+kerker) - een kerker onder een erker van een kerk in Lekkerkerk